# Danijel Pranjić
Danijel Pranjić (* 2. prosince 1981) je chorvatský fotbalista, který od léta 2019 hraje za druholigový kyperský klub Agia Napa. Jeho pozicí je levé křídlo nebo záloha. V minulosti hrával za národní tým Chorvatska.

## Klubová kariéra
V roce 2005 opustil Chorvatsko pro nizozemský tým SC Heerenveen,
kde strávil celkem 4 sezóny. Během poslední sezóny ve dresu Heerenveenu získal s týmem domácí pohár. Příznivci klubu jej zvolili nejlepším hráčem sezóny.
V roce 2009 se upsal německému Bayernu a hned v prvním kole domácí Bundesligy si připsal v utkání s TSG Hoffenheim asistenci svému krajanovi Ivica Olićovi.
Během své první sezóny se však dostával do základní sestavy s obtížemi a nastoupil do 20 ligových utkání. Zasáhl rovněž do 9 klání Ligy mistrů, ve finále proti Interu (Bayern prohrál 0-2) si ale nezahrál.
V další sezóně (2010/11) se do sestavy prosazoval častěji, v domácí lize odehrál 28 zápasů, přičemž ve 22 případech v základu. Zahrál si rovněž v Lize mistrů, ale ani jeho asistence nepomohla Bayernu postoupit (opět) přes Inter Milán, tentokrát v osmifinále. V další sezóně už se jeho přínos Bayernu ztenčil, Pranjić odehrál 15 zápasů napříč všemi soutěžemi.
Do sezóny 2012/13 už zasáhl v dresu portugalského celku Sporting CP, kde vydržel jeden rok. Za klub odehrál celkově 18 zápasů.